# ヨーヨーダイン
ヨーヨーダイン（Yoyodyne）とは、フィクションの世界と現実におけるいくつかの企業の名称である。

## トマス・ピンチョンの作品
ヨーヨーダインは作家トマス・ピンチョンの作品『V.』で登場し、『競売ナンバー49の叫び』においてスポットをあてられた軍需企業である。 後者の作品中において「航空宇宙産業における最大手」とされる。第二次世界大戦を経験した退役軍人であるクレイトン・「ブラッディー」・チクリッツによって創業された。カリフォルニアの架空の都市であるサン・ナルシソに巨大な製造工場を持つ。
1940年代の終わりごろ、チクリッツ玩具会社を操業するチクリッツは、子供向けのジャイロスコープ玩具に進出しようとしていたが、ジャイロコンパス等の用途に応用することで、政府向けの新たな需要を見出せることに気付いた。そこで、チクリッツは政府向けのジャイロスコープの製造を開始したが、やがては測遠器、通信設備を手掛けるまでに事業を拡大させた。さらに、チクリッツは事業の拡張、買占め、合併を推し進め、10年もしないうちにシステム管理、航空機機体、推進機、制御システム、地上設備を手掛ける関連企業の帝国を築くまでに至った。
「ダイン」（dyne）とは、「力」を意味する語であり、CGS単位系においては力の標準単位である。この語は「強さ」や「力」を表すギリシャ語のdynamisに由来する。新採用の技術者にダインが力の単位であることを聞かされたチクリッツは、ヨーヨー玩具を手掛けた会社の慎ましいスタートを象徴させるともに、力、企業心、工学技術、徹底した個人主義を盛り込むことを願って、社名を「ヨーヨーダイン」と名付けた。
この名称はピンチョンが『競売ナンバー49の叫び』を書く数年前に創業されたハイテク企業であるテレダイン社、テラダイン社、主に推進システムなどを製造する航空宇宙会社であるロケットダイン社などを連想させるものとなっている。

## その他のフィクション作品
- 1984年の米国映画『バカルー・バンザイの8次元ギャラクシー (The Adventures of Buckaroo Banzai Across the 8th Dimension )』では、軍需企業の名として「ヨーヨーダイン推進機システム社」という名が使われている。ヨーヨーダイン社では「明日から未来が始まる場所("Where the future begins tomorrow.")」という標語が掲げられている。なお、ヨーヨダイン社は、全員がジョンという名を持つエイリアン レッド・レクトロイド達の隠れみのであり、彼らはオーソン・ウェルズのラジオ番組作品『宇宙戦争』によって起きた混乱に紛れて、1938年にニュージャージー州に着陸している。
- 『スタートレック』シリーズにおいて、制御パネルや除幕記念碑といった数多くの引用例で、連邦宇宙船の部品が「ヨーヨーダイン推進機システム社(YPS)」によって製造されたことが示されている。多くの場合、これらの印はテレビ画面では小さ過ぎるため視認できず、静止画面でのみ観察可能である。『新スタートレック』の制作者達は、『バカルー・バンザイの8次元ギャラクシー』の著名な愛好家であり、作品シリーズ中で多くの引用を行っている。
- 米国のテレビドラマ『エンジェル (Angel ）』では、「ヨーヨーダイン社」は法律事務所ウルフラム＆ハート社の顧客であった。
- 米国のテレビドラマThe John Larroquette Show では、ピンチョン作品からの多くの引用の一つとして、「ヨーヨーダイン社」によって建設された中央バス停留所が登場する。
- 作家ティム・パワーズのファンタジー小説Last Call にはロサンゼルスの企業「ヨーヨーダイン社」への言及がある。
- クリケット・リュウ（Cricket Liu）の著作『DNS and BIND（DNS and BIND ）』（オライリー社）、パー・セダキスト（Per Cederqvist）によるマニュアル文書 Version Management With CVS  、ジェシー・ヴィンセント（Jesse Vincent）の著作 RT Essentials （オライリー社）、GNU General Public Licenseといった多くの技術文書においては、企業名の例として、「ヨーヨーダイン」が使用されている。
- インターネット用ソフトウェア制作会社TGV Inc.は、DNSの設定例における仮のドメイン名として、インターネットのドメイン名yoyodyne.comを割り当てていた。
- ドイツのミニチュアゲームSpacelords の中では、「ヨーヨーダイン一族(House Yoyodyne )」が封建時代の日本とほぼ同じような文化を持つ徒党として登場する。

## 現実社会
- セス・ゴーディン（Seth Godin）によって設立されたヨーヨーダイン社は、インターネットによる最初のダイレクトマーケティングの会社であった。1998年にYahoo!社に買収された。
- ニュージャージー州モリスタウンにあるヨーヨーダイン社はスポーツバイク用のカスタム部品の製造、販売を行っている。
- 東京都目黒区にあるヨーヨーダイン株式会社は、耳鼻科向け画像ファイリングシステムソフトウェアの製造販売を行っている。